# Hypocrita horaeoides
Hypocrita horaeoides là một loài bướm đêm thuộc phân họ Arctiinae, họ Erebidae.